# خلايا أنبوبية
في علم الأحياء; السولينوسيتات (الخلايا الأنبوبية): هي خلايا سوطية مٌقترنة بإخراج البراز والتنظيم الإسموزي و (ionoregulation) في الكثير من اللاحبليات وبعض الحبليات تحت شعيبات حبليات الرأس من المجموعة الفرعية للحبليات الأولية.
تلك الخلايا التي هي من نوع فرعي من سليفة الكلوة الجنينية مع نوع اخر أي الخلايا اللهبية. ممكن للخلايا الللهبية أن تتمايز من خلايا أنبوبية لأن الأول غالبا ما يكون مهدب أما الاخير يكون مسوّط.
و مثال على التنظيم الذي يكون فيه عملية إخراج البراز منتجة بواسطة الخلايا الأنبوبية هو جنس الحسكية (حيوان بحري).